# Conioscinella elegans
Espèce
Synonymes
Oscinella elegans (Becker, 1910)
Conioscinella elegans est une espèce d'insectes diptères brachycères de la famille des Chloropidae et de la sous-famille des Oscinellinae. Elle est trouvée en Europe.